# Digitaliseringsministeriet
Ministeriet för digitalisering är ett ministerium i Danmark som bildades 15 december 2022 i samband med att regeringen Mette Frederiksen II tillträdde. Ministeriet är aktivt inom digitalisering och IT. Ministeriets område omfattar IT-modernisering, digitalisering i arbetslivet, digital säkerhet och dataskydd. 
Danmarks Statistik, Digitaliseringsstyrelsen och CPR-kontoret ligger under ministeriet.
Ministeriet tog över uppgifter som tidigare legat under Finansministeriet, Indenrigs- och Boligministeriet samt Erhvervsministeriet.
Marie Bjerre utnämndes till första digitaliseringsminister den 15 december 2022. Mia Wagner tog över posten den 23 december 2023, men trädde tillbaka två veckor senare, varpå Bjerre åter blev minister den 7 december 2023. Vid regeringsombildningen 29 augusti 2024 tog Caroline Stage Olsen över posten.